# ミゴー
ミゴー(Migo)は、未確認動物の一種。パプアニューギニアのニューブリテン島にあるダカタウア湖(Lake Dakataua)に棲息していると言われている。

## 特徴
- 棲息地：パプアニューギニアのダカタウア湖[2]
- 体長(推定)：5-10m[2]
- 外見：体は短い黒い体毛に覆われ[3]、首には馬のようなたてがみがある[1]。亀の手足で[1]、前肢は後肢に比べて著しく大きい[3]。ワニそっくりの尾を持つ[1]。頭部は比較的小さくワニのような尖った顎を持ち[3]、カマスのような鋭い歯を持っているという[1]。たくましい流線型の体を持ち[3]、体の色は茶色で、首を湖から突き出して泳ぐこともあるとされる[1]。
- 性格は極めて獰猛である[4]。
- 現地の言語の一つであるトク・ピシンでは「マサライ(Masalai)」と呼ばれ、夕方もしくは、月の見える夜に目撃が多い[5]。
- 湖の北西部で目撃されることが多い[5]。

## 目撃史
- 1972年、太平洋資源開発研究所の所長白井祥平らにより、ミゴーの調査報告が発表された。報告によると付近のブルムリ村(Bulumuri)に色々な言い伝えがあることも判明した[6]。
- 1978年10月、未確認生物学者のToshikazu Saitohがブルムリ村を訪れ、怪物の名がマサライであること、1971年夏に5人の現地住民によって最初に目撃されたこと、水草や野豚を食べることを聞く[3]。
- 1983年9月、探検家で作家の田中淳夫がブルムリ村に滞在し、1.8メートルから3メートルほどのワニを観察した。彼はダカタウア湖の怪物の目撃はワニかジュゴンに由来する可能性があると考えた[7]。田中は怪物は現地で「ルイ」または「マサライ」と呼ばれており、「ミゴー」は実際には全長90センチのオオトカゲに使われる名であることを述べている。また彼は現地民が怪物の実在や目撃を信じていないことも報告している[3]。
- 1994年、TBSの番組『THE・プレゼンター ミゴーは実在した』の取材班により、湖を泳ぐミゴーとおぼしき物体の撮影に成功[4]。しかし、映像に映っているのはイリエワニではないかとの意見もある。英国の古生物学者で科学ライターであるダレン・ナイシュ（Darren Naish）が映像を検証した結果、映っているのはイリエワニであるとしている[8]。
- 2003年9月、早稲田大学の探検部が調査に出発。ダカタウア湖に少なくとも5m以上の生物が棲息しているという情報を入手した。9日間の探索の末、7日目にして湖を泳ぐ謎の生物の撮影に成功した。この映像の生物についても映っているのは、イリエワニではないかという指摘がある。
- 2008年9月、日本テレビの取材班が水面を浮遊する物体を撮影した。しかし、映像のブレが激しいため映像に映っているのがミゴーなのかははっきりしない。番組内では「ミゴーの映像である」と紹介していたが、流木の可能性もある。

## 正体
以下の説が挙げられている。
- 白亜紀に生息していた肉食海棲爬虫類、モササウルス類の生き残り説[6]。ただし、モササウルスは爬虫類であり、「馬のような鬣がある」というミゴーの目撃証言と矛盾する。そもそもモササウルス類が、白亜紀末の大量絶滅を生き延びたという証拠は存在しない。
- 古クジラ亜目の生き残り説。
- 白亜紀の古代ワニ、デイノスクスの生き残り説。ただし、デイノスクスの化石は北アメリカで発見されており、ニューギニアでは発見されていない。
- イリエワニ説。ニューギニアの人々はイリエワニをマサライと呼び畏怖している。ダカタウア湖にイリエワニが生息していることは確認されており、ミゴー＝イリエワニ説が有力とされている[5]。